# Avers i revers
Avers i revers su nazivi za prednju i stražnju stranu kovanog novca i medalje.

## Avers
Avers je na kovanome novca ili medalji njena prednja, glavna strana, tj. lice.
- Avers kovanice 1 lipe
- Avers kovanice 2 lipe
- Avers kovanice 5 lipa
- Avers kovanice 10 lipa
- Avers kovanice 20 lipa
- Avers kovanice 50 lipa
- Avers kovanice 1 kune
- Avers kovanice 2 kune
- Avers kovanice 5 kuna

## Revers
Revers je na kovanome novca ili medalji njena druga, stražnja strana, tj. naličje, poleđina.
- Revers kovanice 1 lipe
- Revers kovanice 2 lipe
- Revers kovanice 5 lipa
- Revers kovanice 10 lipa
- Revers kovanice 20 lipa
- Revers kovanice 50 lipa
- Revers kovanice 1 kune
- Revers kovanice 2 kune
- Revers kovanice 5 kuna